# Колдрасинский
Колдраси́нский — хутор в Майском районе республики Кабардино-Балкария. Входит в состав муниципального образования «Сельское поселение Ново-Ивановское».

## География
Хутор расположен в западной части Майского района, в междуречье рек Урвань и Белая Речка. Находится в 4,5 км к юго-западу от сельского центра — села Ново-Ивановское, в 15 км к западу от районного центра — Майский и в 36 км к северо-востоку от города Нальчик.
Граничит с землями населённых пунктов: Ново-Ивановское на северо-востоке, Право-Урванский на востоке и Славянский на западе.
Населённый пункт расположен на наклонной Кабардинской равнине, в равнинной зоне республики. Средние высоты на территории хутора составляют 245 метров над уровнем моря. Рельеф местности представляют собой в основном волнистую равнину. Долина над поймой реки Урвань слегка приподнята. К северу и востоку от села тянется густой приречный смешанный лес.
Гидрографическая сеть представлена рекой Урвань и его правым притоком Белая Речка. Местность богата водными ресурсами, благодаря близкому залеганию грунтовых вод к поверхности земли.
Климат влажный умеренный. Лето жаркое и полузасушливое. Абсолютный максимум в июле-августе достигает +40°С. Зима мягкая. Длится около трех месяцев. Морозы непродолжительные, минимальные температуры крайне редко отпускаются ниже −15°С. Среднегодовое количество осадков составляет около 650 мм. Основное количество осадков выпадает в период с апреля по июнь.

## История
В 1900 году переселенцами из села Ново-Ивановское в количестве 28 семей был основан — хутор Колдрасинский. В том же году новообразованный хутор был административно подчинён селу Ново-Ивановское.

## Население
| 2002 | 2010 | 2021 |
| ---- | ---- | ---- |
| 260  | ↘219 | ↘203 |

Национальный состав
По данным Всероссийской переписи населения 2010 года:
| Народ      | Численность, чел. | Доля от всего населения, % |
| ---------- | ----------------- | -------------------------- |
| русские    | 180               | 82,1 %                     |
| кабардинцы | 12                | 5,5 %                      |
| балкарцы   | 8                 | 3,7 %                      |
| турки      | 8                 | 3,7 %                      |
| другие     | 11                | 5,0 %                      |
| всего      | 219               | 100 %                      |

По данным Всероссийской переписи населения 2021 года:
| Народ               | Численность, чел. | Доля от всего населения, % |
| ------------------- | ----------------- | -------------------------- |
| русские             | 147               | 72,41 %                    |
| турки               | 31                | 15,27 %                    |
| кабардинцы          | 19                | 9,36 %                     |
| другие / не указано | 6                 | 2,96 %                     |
| всего               | 203               | 100,0 %                    |

Половозрастной состав
По данным Всероссийской переписи населения 2010 года:
| Возраст     | Мужчины, чел. | Женщины, чел. | Общая численность, чел. | Доля от всего населения, % |
| ----------- | ------------- | ------------- | ----------------------- | -------------------------- |
| 0 — 14 лет  | 17            | 11            | 28                      | 12,8 %                     |
| 15 — 59 лет | 71            | 82            | 153                     | 69,9 %                     |
| от 60 лет   | 17            | 21            | 38                      | 17,3 %                     |
| Всего       | 105           | 114           | 219                     | 100,0 %                    |

Мужчины — 105 чел. (47,9 %). Женщины — 114 чел. (52,1 %).
Средний возраст населения — 37,8 лет. Медианный возраст населения — 37,5 лет.
Средний возраст мужчин — 38,6 лет. Медианный возраст мужчин — 38,5 лет.
Средний возраст женщин — 37,0 лет. Медианный возраст женщин — 36,5 лет.

## Инфраструктура
Основные объекты социальной инфраструктуры расположены в сельском центре — Ново-Ивановское.

## Улицы
| Лесная  |
| Луговая |

| Центральная |

| Школьная |

## Примечание
1. 1 2  Итоги Всероссийской переписи населения 2020 года (по состоянию на 1 октября 2021 года)
2. ↑  Историческая справка. Официальный сайт местной администрации Майского муниципального района КБР. www.mayadmin-kbr.ru. Дата обращения: 4 марта 2019. Архивировано 6 марта 2019 года.
3. ↑  Численность населения Кабардино-Балкарской Республики по сельским населённым пунктам по итогам ВПН-2002
4. ↑  Численность населения КБР в разрезе населённых пунктов по итогам Всероссийской переписи населения 2010 года
5. 1 2  База микроданных Всероссийской переписи населения 2010 года. Дата обращения: 17 ноября 2015. Архивировано из оригинала 9 июня 2014 года.
6. ↑  Итоги Всероссийской переписи населения 2020 года. Том 5. Национальный состав и владение языками. Таблица 1. Национальный состав населения Кабардино-Балкарской Республики, городских округов и муниципальных районов. Дата обращения: 9 октября 2023. Архивировано 16 октября 2023 года.
7. ↑  Численность населения КБР по итогам Всероссийской переписи населения 2010 года. Дата обращения: 27 августа 2016. Архивировано из оригинала 24 июня 2016 года.